# USS Grayback (SS-208)
Pour les autres navires du même nom, voir USS Grayback.
L'USS Grayback (SS-208), un sous-marin de la classe Tambor, a été le premier navire de la marine américaine à porter le nom Grayback. Son nom fait référence à cisco, un poisson de la famille des salmonidés. 
Pour la Seconde Guerre mondiale, le Grayback est classé comme le vingtième sous-marin ayant coulé le plus de navires en matière de tonnage, avec 63 835 tonnes, et comme le vingt-quatrième en nombre de navires coulés (14). Il est coulé près d'Okinawa le 27 février 1944. 
Son épave est découverte en juin 2019.